# Ringo da Suécia
Ringo (em latim: Ringus) é mencionada por Adão de Brema, que relata que ele era rei da Suécia, quando o arcebispo Unni esteve em Birka, em 935 ou 936. Adão de Brema relata que Ring teve dois filhos Érico V e Emundo I. Seu pai é desconhecido, mas pode ter sido Érico IV Anundsson ou o irmão deste Olavo I. Seja um ou o outro o fato é que ele era neto de Anundo I de Upsália, já que este fora pai de ambos. Apesar de Ring ter reinado num período de reis lendários, ele é considerado uma personagem histórica, com existência comprovada.